# Donzellinho do Castello
Donzellinho do Castello ist eine Rotweinsorte. Sie ist eine alte, autochthone Sorte aus dem Norden Portugals. Bereits im 15. Jahrhundert wurde sie im Tal des Douro beschrieben. Heute sind auch kleinere Anpflanzungen in Südafrika bekannt. Die frühreifende Sorte scheut zu große Hitze. Sie ergibt hellrote Weine mit einem süßlichen Duft und delikatem Geschmack. In der portugiesischen Region Trás-os-Montes ist sie trotz niedriger Erträge beliebt und findet auch Eingang in den Portwein.

## Synonyme
Die Rebsorte Donzellinho do Castello ist auch unter den Namen Donzelhino do Castello, Donzelinho, Donzelinho do Castelo, Donzelinho de Portugal, Donzelinho Tinto, Donzellinha, Donzellinho, Donzellinho Macho, Donzellino de Castille, Donzellino do Castello, Donzelynho, Donzenillo de Castilla, Menna di vacca Souzao und Tinta do Minho bekannt.